# 히로시마 현립 종합 체육관
히로시마 현립 종합 체육관(広島県立総合体育館)은 히로시마시 나카 구 모토 정의 히로시마 시 중앙공원 내에 있는 히로시마현 최대의 종합 체육관이다. 시설은 히로시마현이 소유해, 재단법인 히로시마현 교육 사업단이 지정 관리자로서 운영 관리하고 있다. 또, 히로시마현이 명명권을 모집하고 있는 시설의 하나이다.

## 개요
이전부터 「히로시마현립 체육관」으로서 이 땅에 있던 것을 1994년 히로시마 아시아 경기 대회를 기회로 개축해 현재에 이른다. 또, 동 부지 내에 「히로시마 현립 옥내 풀」이 있었지만, 1990년 아시아 경기 대회에 수반하는 재건축의 용지 확보를 위해서 폐관해, 히로시마 시 종합 옥내 풀로 기능을 옮겼다. 「히로시마 그린 아레나」라는 애칭이 있는 대아레나·소아레나·무도장·궁도장·피트니스 플라자와 그 부대 시설을 정돈한 히로시마현 최대의 체육관이며, 스포츠의 이벤트는 물론 여러 가지 콘서트 등의 이벤트에도 사용된다. 2006년 농구 세계 선수권의 예선 그룹 B의 경기장으로서 사용되어 우승한 스페인, 독일, 앙골라, 뉴질랜드, 일본, 파나마가 사용했다. 또, 격투기 흥행도 활발히 행해져 프로레슬링이나 K-1 경기장으로서 이용되고 있지만, 불행하게도 2009년 6월 13일에 프로레슬링 노아의 선수 겸 사장인 미사와 미쓰하루가 시합 중 사고에 의해 급사해 버렸다. 또, 여러 가수의 콘서트장이 되는 일도 많아, 과거에는 Mr.Children, B'z, 하마사키 아유미, 유즈 등이 공연을 실시하였다.

## 시설
- 대아레나（히로시마 그린 아레나）
  - 플로어 면적:48m×80m

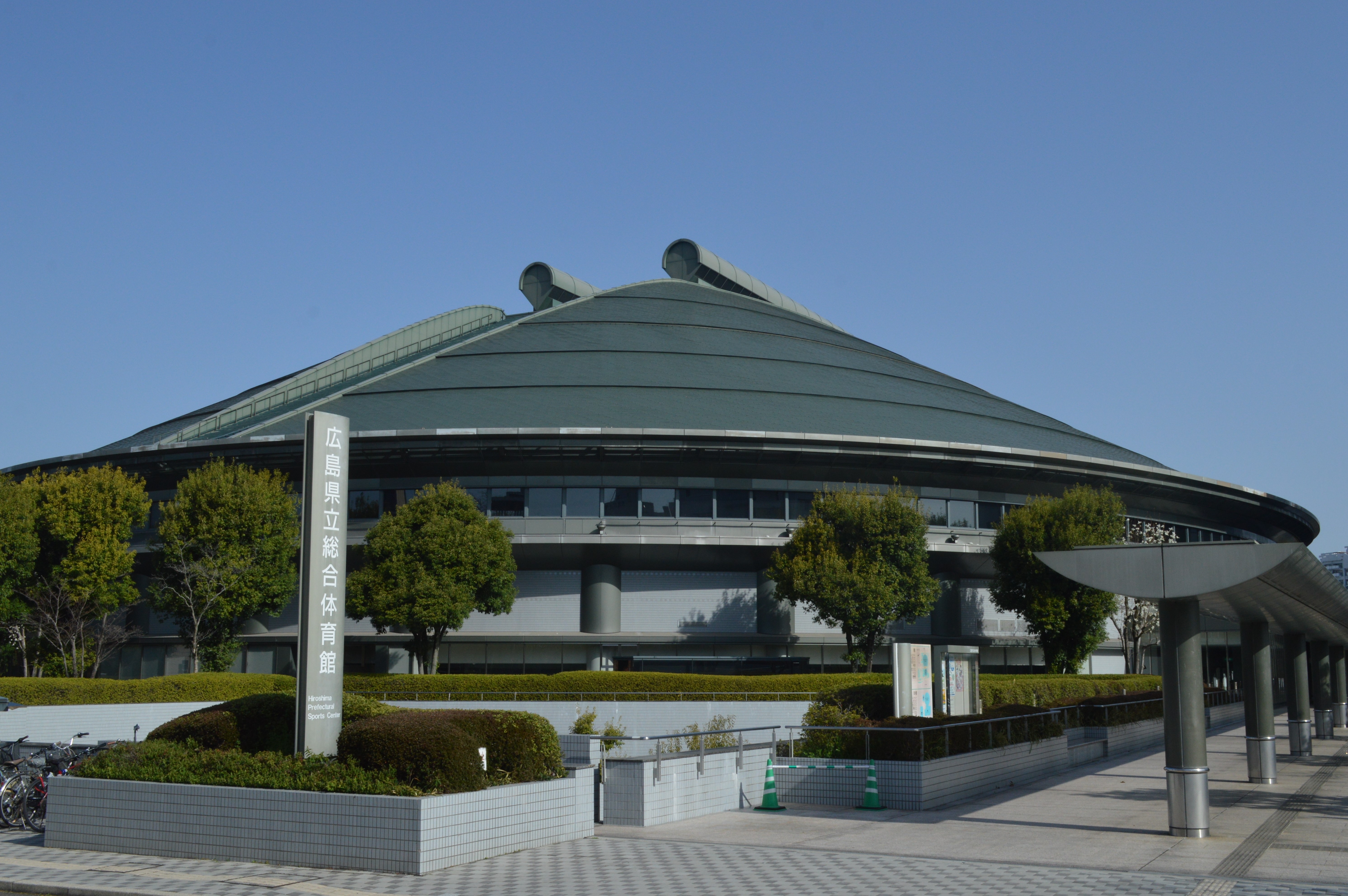
대아레나

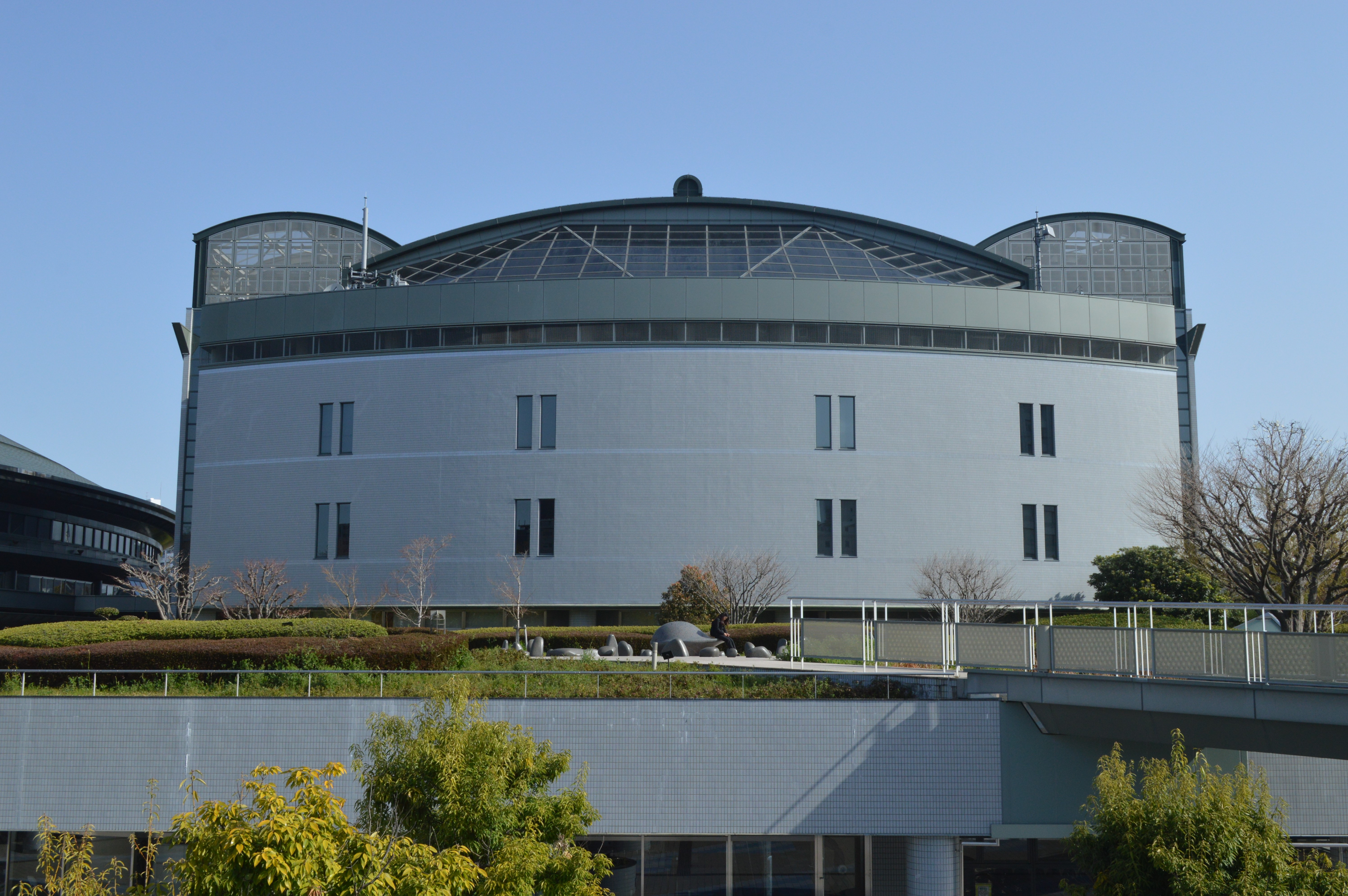
소아레나

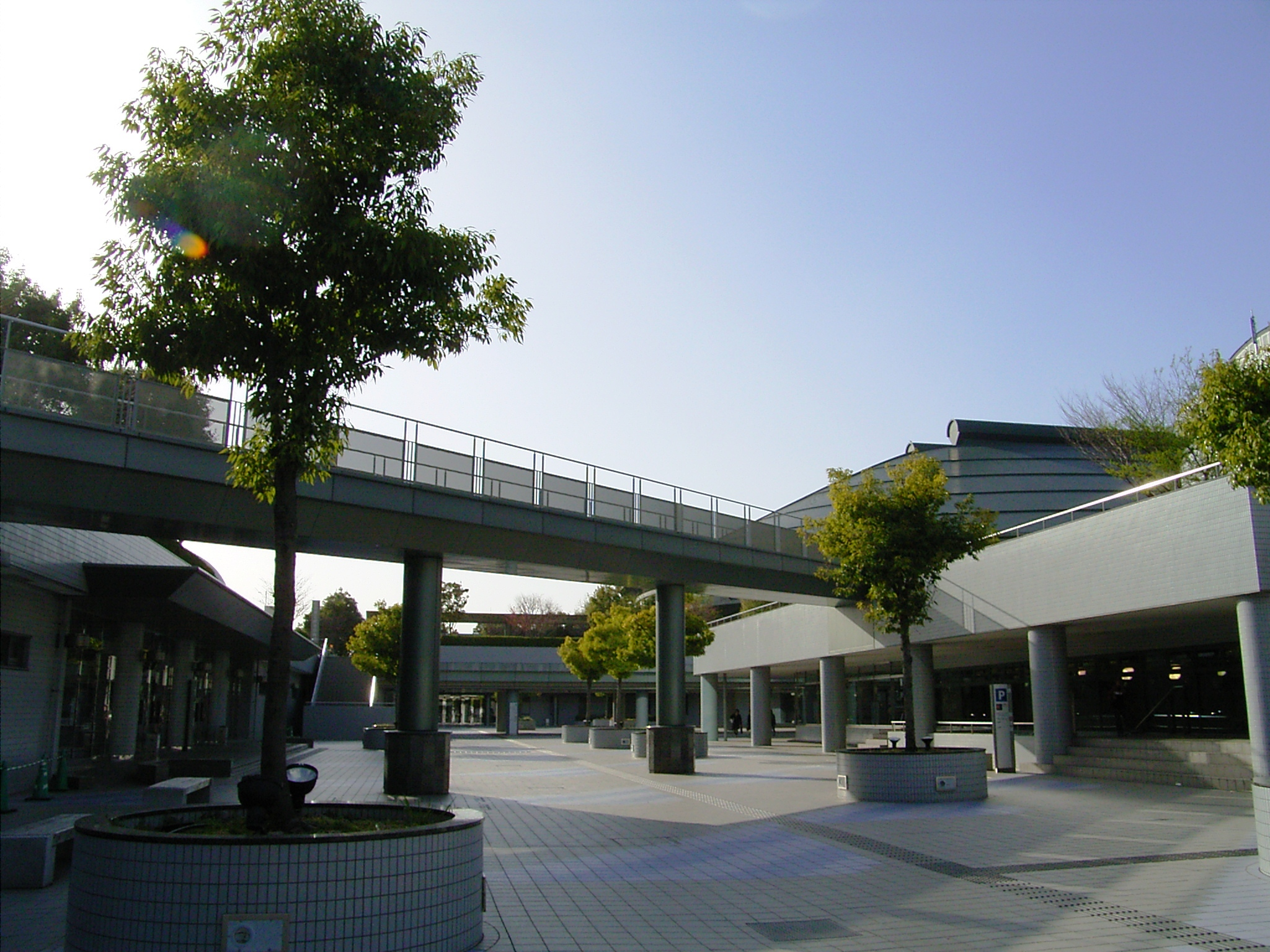
입구

  - 수용 인원 수:약 10,000명(고정석:약 4,750석)
  - 비고:천장에 중앙 4면형의 대형 영상 장치, 음향, 조명 장치 등을 완비
- 소아레나
  - 플로어 면적:35m×49m
  - 수용 인원 수:고정석 약 500석
- 무도장
  - 플로어 면적:31m×72m
  - 수용 인원 수:고정석 600석
- 궁도장
  - 수용 인원 수:고정석 약 150석

그 외에 건강·체력 서포트 센터, 피트니스 플라자, 회의실, 스포츠 정보 센터, 레스토랑·매점을 완비.

## 주된 대회·이벤트
- 1977년:전국 경찰 음악대 연주회
- 1994년:히로시마 아시아 경기 대회 발리볼·체조 경기장
- 1998년:발리볼 세계 선수권 준결승 라운드 그룹 G경기장
- 2003년:여자 월드컵 제 2 라운드 A경기장
- 2006년:FIBA 농구 세계 선수권 예선 그룹 B경기장, 발리볼 세계 선수권 2nd라운드 Pool F경기장
- 2007년:여자 월드컵 제 2 라운드 A경기장
- 2009년: F리그 히로시마 센트럴 대회